# تاسك كوتش
تاسك كوتش (بالإنجليزية: Task Coach)‏ هو برنامجٌ حُرٌّ ومفتوح المصدر يُستخدم لتتبع مهام المُستخدم الشخصيَّة، غالِبًا ما تتكون المهام والأشياء الأُخرى في التطبيق من عِدة أنشطة يقوم بها المُستخدم.

## المهام
عند إنشاء مُهمة، يمكن إضافة وصفٍ لها، وتاريخي البدء والانتهاء، وربط المُهمة بأُخرى وتتبع تقدمها، مع إمكانيَّة إضافة ملاحظات ومرفقات مُفصلة وحتى تغيير خط المُهمة ولونها ورمزها، إذا لم يكن ذلك كافيًا، فيُمكن إضافة عناصر فرعيَّة إلى مهمة بالنقر فوق الزر عنصر فرعي جديد على شريط الأدوات؛ عند وجود مهمة كبيرة جدًا تحتاج إلى تقسيمٍ إلى مجموعة من المهام الأصغر.

## صيغة الملف
صيغة ملف تاسك كوتش هي الأساسيَّة للتطبيق (بامتداد .tsk)، وهي بلغة التوصيف القابلة للتوسعة (XML).

## وصلات خارجيَّة
- الموقع الرسمي
- تاسك كوتش على موقع Open Hub (الإنجليزية)
- تاسك كوتش على موقع Free Software Directory (الإنجليزية)